# Stig Engström (Schauspieler)

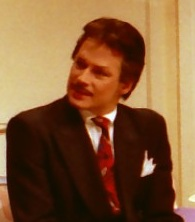
Stig Engström

Stig Engström (* 14. Januar 1942 in Stockholm) ist ein schwedischer Schauspieler.

## Leben
Engström wuchs in Göteborg auf. Von 1964 bis 1967 studierte er Theaterwissenschaft an der Calle Flygares Theatre School und an der Theaterakademie Malmö. 1971 gründete er die Theaterprojektgruppe Fria Proteatern. Er wirkte seit 1968 in mehr als 60 Filmen und Fernsehsendungen mit.
Mit der Schauspielerin Anneli Martini hat er einen gemeinsamen Sohn, den schwedischen Schauspieler Felix Engström.

## Filmografie (Auswahl)
- 1968: Die Mädchen (Flickorna)
- 1968: Badarna
- 1972: Georgia, Georgia
- 1979: I Am Maria
- 1981: Göta kanal eller Vem drog ur proppen?
- 1987: Mio in the Land of Faraway
- 1994: The Police Murderer
- 2003: Klaras Fall (Rånarna)
- 2004: Drowning Ghost
- 2010: Der Himmel ist unschuldig blau (Himlen är oskyldigt blå)